# Pélasgos (Argos)
Pour les articles homonymes, voir Pélasgos.
Dans la mythologie grecque, Pélasgos (en grec ancien Πελασγός / Pelasgós) est roi d'Argos. C'est lui qui, suivant la tradition eschylienne, accueille les Danaïdes en exil.
Il passe pour le fils de Palaichthôn, un Autochtone.